# Bit quântico

Um qubit representado por uma Esfera de Bloch.

Um bit quântico, ou qubit (às vezes qbit) ['kju.bɪt] ou [k'bɪt] é uma unidade de informação quântica.  Esta informação é descrita por um vetor de estado em um sistema de mecânica quântica de dois níveis o qual é normalmente equivalente a um vetor de espaço bidimensional sobre números complexos.
Benjamin Schumacher descobriu uma maneira de interpretar estados quânticos como informação. Ele apresentou uma forma de comprimir a informação num estado, e armazenar esta num número menor de estados, o que é agora conhecido por compressão Schumacher. Nos agradecimentos de seu paper (Phys. Rev. A 51, 2738), Schumacher afirma que o termo qubit foi inventado como um gracejo, durante suas conversas com Bill Wootters. O spin de um elétron é um candidato promissor para ser usado como a menor unidade de informação (qubit) de um computador quântico.

## Bit versus qubit
Um bit é a base da informação computacional. Independente de suas representações físicas, ele sempre é lido como 0 ou 1. Uma analogia são as posições de um interruptor de luz (a posição desligada pode ser representada por 0, enquanto a posição ligada pode ser representada por 1).
Um qubit possui algumas similaridades com o bit clássico, mas é bem diferente no geral. Como o bit, um qubit pode ter dois possíveis valores - normalmente um 0 ou um 1. A diferença é que enquanto um bit deve ser 0 ou 1, um qubit pode ser 0, 1, ou uma superposição de ambos.

## Representação
Os estados em que um qubit pode ser medido são conhecidos como estados básicos (ou vetores).  Como é tradição com qualquer tipo de estado quântico, Dirac, ou notação bra-ket é usada para representá-los.
Isso significa que dois estados básicos computacionais são convencionalmente escritos como {\displaystyle |0\rangle } e {\displaystyle |1\rangle } (pronunciado: 'ket 0' and 'ket 1').
O órgão francês Commissariat à l'Énergie Atomique criou uma representação da superposição.

## Estados Qubit
Um estado puro qubit é uma superposição linear de dois estados. Isto significa que o qubit pode ser representado como uma combinação linear de {\displaystyle |0\rangle } e {\displaystyle |1\rangle }:
{\displaystyle |\psi \rangle =\alpha |0\rangle +\beta |1\rangle ,\,}
Onde α e β são amplitudes probabilísticas e geralmente podem ser números complexos.
Quando nós medimos este qubit na base canônica (standard basis), a probabilidade de resultar {\displaystyle |0\rangle } é {\displaystyle |\alpha |^{2}} e a probabilidade de resultar {\displaystyle |1\rangle }  é {\displaystyle |\beta |^{2}}. Porque o quadrado das amplitudes é igual à soma das probabilidades, resulta que α e β podem ser determinados pela equação
{\displaystyle |\alpha |^{2}+|\beta |^{2}=1\,}
simplesmente porque isto garante que você deve medir um estado ou outro.
O espaço de estados de um único registo qubit pode ser representado geometricamente pela esfera Bloch, um espaço bidimensional que tem a base geométrica da superfície de uma esfera. Isto essencialmente significa que um simples espaço registrador qubit tem dois graus locais de liberdade. Representado na esfera, um bit clássico poderia ficar apenas em um dos pólos. Um espaço registrador n-qubit tem 2n+1 − 2 graus de liberdade. Isto é maior do que 2n, que é o que era classicamente esperado sem nenhum entrelaçamento. (isto é, usando o produto cartesiano ao invés de um produto tensor para combinar os estados qubits.)

## Entrelaçamento
Uma importante diferença entre o qubit e o bit clássico é que vários qubits podem exibir entrelaçamento quântico. Entrelaçamento é uma propriedade não local que permite que um conjunto de qubits consiga uma correlação maior do que o esperado em sistemas clássicos. Tome, por exemplo, dois qubits entrelaçados no estado Bell.
{\displaystyle |\Phi ^{+}\rangle ={\frac {1}{\sqrt {2}}}(|00\rangle +|11\rangle ).}
(note que neste estado, existem iguais possibilidades de medir tanto {\displaystyle |00\rangle } quanto {\displaystyle |11\rangle }.)
Imagine que estes dois qubits entrelaçados sejam separados, e sejam dados um para Alice e outro para Bob. Alice faz uma medida do qubit dela, obtendo – com igual probabilidade – ou {\displaystyle |0\rangle } ou {\displaystyle |1\rangle }. Por causa do entrelaçamento dos qubits, Bob deve agora conseguir a mesma medida que Alice, isto é, se ela mediu um  {\displaystyle |0\rangle }, Bob deve medir o mesmo, uma vez que {\displaystyle |00\rangle } é o único estado onde o qubit de Alice é um {\displaystyle |0\rangle }.
O entrelaçamento também permite múltiplos estados (tais com os estados Bell mencionados acima) serem acionados simultaneamente, diferentemente dos bits clássicos que podem apenas ter um valor de cada vez. O entrelaçamento é um ingrediente necessário de qualquer computação quântica que não pode ser feita eficientemente em um computador clássico. Pesquisadores conseguiram transformar 20 bits quânticos entrelaçados em um estado de superposição.
Muitos dos sucessos da computação e comunicação quântica, tais como o teletransporte quântico e a codificação superdensa, fazem uso do entrelaçamento, sugerindo que o entrelaçamento é uma fonte única para a computação quântica.

## Registrador Quântico
Um número de qubits entrelaçados tomados juntos forma um registrador quântico. Computadores quânticos realizam cálculos através da manipulação dos qubits dentro de um registrador.

## Variações de um qubit
Similar ao qubit, um qutrit é uma unidade de informação quântica no sistema quântico de 3-níveis. Isto é análogo à unidade de informação clássica trit. O termo “Qudit” é usado para denotar uma unidade de informação quântica em um sistema quântico de d-níveis.

## Representação Física
Qualquer sistema de 2-níveis pode ser usado como um qubit. Sistemas multinível podem também ser usados, conquanto possuam dois estados que possam ser efetivamente separados do resto (por exemplo, o estado fundamental e o primeiro estado excitado de um oscilador não linear). Muitas implementações físicas que se aproximam de sistemas de 2-níveis em vários graus foram feitas com sucesso. Tal como um bit clássico pode representar o estado de um transístor em um processador, a magnetização de um superfície em um disco rígido e a presença de uma corrente elétrica num cabo podem ser usados para representar bits em um mesmo computador, um eventual computador quântico pode vir a usar várias combinações de qubits em seus padrões.
Um qubit normalmente guarda a mesma informação de 1 bit, mas é possível guardar mais bits por qubit utilizando SuperDense Coding.

## Comparação de valores quânticos (SuperDense Coding)
- 1 qubit  = 2 bits
- 2 qubits = 4 bits
- 3 qubits = 8 bits = 1 byte
- 4 qubits = 16 bits
- 5 qubits = 32 bits
- 6 qubits = 64 bits
- 7 qubits = 128 bits
- 8 qubits = 256 bits
- 9 qubits = 512 bits
- 10 qubits = 1.024 bits
- 13 qubits = 8.192 bits = 1 kilobytes
- 23 qubits = 8.388.608 bits = 1 megabyte
- 33 qubits = 8.589.934.592 bits = 1 gigabyte
- 43 qubits = 8.796.093.022.208 bits = 1 terabyte
- 44 qubits = 17.592.186.044.416 bits
- 45 qubits = 35.184.372.088.832 bits
- n qubits = 2n bits

## Computador quântico
Na computação quântica, os qubits representam partículas, fótons ou elétrons e seus respectivos dispositivos de controle que estão trabalhando juntos para atuar como memória de computador e processador. Os qubits podem interagir com qualquer coisa próxima que transporta energia próxima à sua, o que pode alterar o estado dos próprios qubits. A manipulação e controle de qubits é realizada através de controles de estilo antigo: sinal puro como campos eletromagnéticos acoplados a um substrato físico no qual o qubit é implantado, por exemplo, circuitos supercondutores. Defeitos nesses componentes eletrônicos de controle, provenientes de fontes externas de radiação e variações nos conversores digital-analógico, introduzem ainda mais erros estocásticos que degradam o desempenho dos circuitos quânticos. Essas questões práticas afetam a fidelidade da computação e, portanto, limitam as aplicações de dispositivos quânticos de curto prazo.
Normalmente, para manter os qubits estáveis, é necessário esfriar os chips a 0,1 Kelvin, mas em 2020, os pesquisadores conseguiram executar uma célula de unidade quântica do processador em um chip de silício a 1,5 Kelvin.

### Qubits baseados em silício
Os protótipos de computadores quânticos do Google, IBM e outras empresas contêm dezenas de qubits feitos a partir de uma tecnologia que envolve circuitos supercondutores, mas muitos tecnólogos veem os qubits baseados em silício, conhecidos como qubits de "spin" de silício, como mais promissores a longo prazo. Os qubits de spin de silício mantêm seu estado quântico por mais tempo do que as tecnologias de qubit concorrentes. O uso generalizado de silício para computadores comuns significa que qubits baseados em silício podem ser fabricados a baixo custo. Cientistas demonstraram que dois componentes da computação quântica, os qubits de silício, podem interagir mesmo quando espaçados relativamente distantes em um chip de computador. A equipe de Jason Petta demonstrou interação não local entre dois spins de elétrons separados por mais de 4 milímetros, mediados por um fóton de microondas.